# NGC 3598
NGC 3598 (również PGC 34306 lub UGC 6278) – galaktyka eliptyczna (E-S0), znajdująca się w gwiazdozbiorze Lwa. Odkrył ją Albert Marth 4 marca 1865 roku.